# Локайская лошадь
Лока́йская поро́да лошаде́й — древняя горная верхово-вьючная порода лошадей. Локайская порода распространена в Локай-Таджикском, Темурмаликском, Кангуртском и других районах Таджикистана. Порода выведена узбекским племенем локай. Локайская лошадь является породой, улучшающей местное коневодство. Локайская порода происходит от местной узбекских пород лошадей (иомудской, ахалтекинской, карабаирской и других) в результате прилития крови арабских лошадей. В создании породы сыграли большую роль табунные условия выращивания на горных пастбищах летом и в долинах зимой. Локайская лошадь используется в качестве верхово-вьючного животного, способна с вьюком в 60 кг в сутки проходить 60—80 км. Для занесения в Госплемкнигу жеребцы должны отвечать следующим требованиям: рост — 145 см, обхват груди — 160 см, обхват пясти — 19 см, а кобылы: рост — 140 см, обхват груди — 160 см, обхват пясти — 18,5 см. Укороченность туловища, длинный круп, хорошая линия верха, развитая грудная клетка, широкая и короткая голова, правильные конечности являются отличительными особенностями экстерьера локайской лошади. Имеется конезавод (в Таджикистане) и племенные конетоварные фермы локайских лошадей. Молодняк заезжают 2—3 года, кобыл случают в косяках. Разводить локайскую лошадь следует «в себе». Лучшая резвость двухлетних лошадей на 1600 метров — 1 минута 56 секунд, трёхлетних лошадей — 1 минута 53,8 секунд. Локайских лошадей разводится в Таджикистане. Лучшее племенное хозяйство лошадей данной породы в СССР было  Кокташский конный завод Ленинского района.
Локайская порода лошадей формировалась на протяжении нескольких столетий, но окончательно сформировалась как самостоятельная порода в XVII–XVIII веках.  
История выведения:
1. Кочевые корни – Локайцы (одно из узбекских племён, проживавшее в горных районах Таджикистана) скрещивали местных горных лошадей с:  
   - Арабскими (привнесшими резвость и благородство форм),  
   - Туркменскими (ахалтекинскими и иомудскими – для выносливости и сухости конституции),  
   - Монгольскими и степными породами  (для приспособленности к суровому климату).  
2. Естественный отбор – Лошади содержались в табунах в горной местности, что закрепило их выносливость, устойчивость к перепадам температур и способность передвигаться по скалистым тропам.  
3. Официальное признание – Как самостоятельная порода локайские лошади были зарегистрированы в XX веке, хотя их разведение велось намного раньше.  
Период активного использования:
- Наибольшее распространение порода получила в XIX – начале XX века, когда использовалась как:  
  - Вьючная (для перевозки грузов в горах),  
  - Верховая (для длительных переходов),  
  - Боевая (в кавалерии и военных походах).  
Сейчас порода считается редкой, но её сохраняют в Таджикистане и некоторых регионах Узбекистана.